# Вермилион (приход)
Верми́лион (англ. Vermilion Parish, фр. Paroisse de Vermilion) — приход штата Луизиана, США. Официально образован в 1844 году. По состоянию на 2010 год, численность населения составляла 57 999 человек.

## География
По данным Бюро переписи США, общая площадь прихода равняется 3 993,784 км2, из которых 3 038,073 км2 — суша, и 955,711 км2, или 24,000 % — это водоёмы.

## Население
По данным переписи населения 2000 года на территории прихода проживает 53 807 жителей в составе 19 832 домашних хозяйства и 14 457 семей. Плотность населения составляет 18,00 человек на км2. На территории прихода насчитывается 22 461 жилое строение, при плотности застройки около 7,00-ми строений на км2. Расовый состав населения: белые — 82,68 %, афроамериканцы — 14,17 %, коренные американцы (индейцы) — 0,30 %, азиаты — 1,82 %, гавайцы — 0,01 %, представители других рас — 0,26 %, представители двух или более рас — 0,76 %. Испаноязычные составляли 1,38 % населения независимо от расы.
В составе 37,10 % из общего числа домашних хозяйств проживают дети в возрасте до 18 лет, 55,50 % домашних хозяйств представляют собой супружеские пары, проживающие вместе, 13,00 % домашних хозяйств представляют собой одиноких женщин без супруга, 27,10 % домашних хозяйств не имеют отношения к семьям, 23,10 % домашних хозяйств состоят из одного человека, 10,90 % домашних хозяйств состоят из престарелых (65 лет и старше), проживающих в одиночестве. Средний размер домашнего хозяйства составляет 2,67 человека, и средний размер семьи 3,16 человека.
Возрастной состав прихода: 28,10 % моложе 18 лет, 9,40 % от 18 до 24, 28,20 % от 25 до 44, 20,80 % от 45 до 64 и 20,80 % от 65 и старше. Средний возраст жителя прихода 35 лет. На каждые 100 женщин приходится 93,90 мужчин. На каждые 100 женщин старше 18 лет приходится 89,80 мужчин.
Средний доход на домохозяйство прихода составлял 29 500 USD, на семью — 36 093 USD. Среднестатистический заработок мужчины был 31 044 USD против 18 710 USD для женщины. Доход на душу населения составлял 14 201 USD. Около 17,40 % семей и 22,10 % общего населения находились ниже черты бедности, в том числе — 30,00 % молодежи (тех, кому ещё не исполнилось 18 лет) и 21,40 % тех, кому было уже больше 65 лет.